# Bryan Adams (album)
Bryan Adams je první studiové album kanadského hudebníka Bryana Adamse. Vydáno bylo v únoru 1980 společností A&M Records a jeho producentem byl spolu s Adamsem Jim Vallance (dvojice spolu již v minulosti psala písně pro jiné interprety). Na desce se nachází například píseň „Wastin' Time“, kterou Adams původně napsal pro skupinu BTO (vyšla roku 1979 na desce Rock n' Roll Nights).

## Seznam skladeb
1. „Hidin' from Love“ – 3:17
2. „Win Some, Lose Some“ – 3:47
3. „Wait and See“ – 3:05
4. „Give Me Your Love“ – 2:54
5. „Wastin' Time“ – 3:34
6. „Don't Ya Say It“ – 3:21
7. „Remember“ – 3:41
8. „State of Mind“ – 3:15
9. „Try to See It My Way“ – 4:03